# Otostigmus saltensis
Otostigmus saltensis är en mångfotingart som beskrevs av Coscarón 1959. Otostigmus saltensis ingår i släktet Otostigmus och familjen Scolopendridae. Inga underarter finns listade i Catalogue of Life.